# Blackwall (Docklands Light Railway)
Blackwall è una stazione della Docklands Light Railway (DLR) sita a Blackwall a Londra. Si trova nelle vicinanze dell'angolo di nord-est dell'Isle of Dogs e molto vicino all'ingresso nord del Blackwall Tunnel sotto il fiume Tamigi. La stazione si trova sulla diramazione di Beckton della DLR, tra quelle di Poplar e East India. La stazione si trova nella Travelcard Zone 2.
La stazione venne aperta della diramazione di Beckton il 28 marzi 1994. Sullo stesso sito esisteva un'altra stazione, chiamata Poplar, che serviva la London and Blackwall Railway dal 6 luglio 1840 al 3 maggio 1926.